# 石島雄介
石島雄介（日语：／，1984年1月9日—）是前日本排球運動員。曾為日本國家男子排球隊成員。曾代表國家隊參加2008年夏季奧林匹克運動會。2008年效力於大阪拓荒者。
他和白鳥勝浩搭檔參加2020年夏季奧林匹克運動會沙灘排球賽事。

## 俱樂部
- 大阪拓荒者（2008）